# معادله فرازنده
معادله فرازنده یا معادله غیرجبری معادله‌ای است که پاسخش تابعی فرازنده از متغیرها باشد. بیشتر چنین معادله‌هایی دارای پاسخ ریخت بسته نیستند.
نمونه را 
{\displaystyle 2^{x}=x^{2}} یا {\displaystyle x=cosx}، و یا {\displaystyle x=e^{-x}}.